# Villars-sous-Yens
Villars-sous-Yens ist eine politische Gemeinde im Distrikt Morges des Kantons Waadt in der Schweiz.

## Geographie
Villars-sous-Yens liegt auf 481 m ü. M., 5 km westlich der Bezirkshauptstadt Morges (Luftlinie). Das Dorf erstreckt sich auf einer Geländekuppe östlich des Tals des Boiron im Waadtländer Mittelland, an aussichtsreicher Lage rund 100 m über dem Seespiegel des Genfersees.
Die Fläche des 3,1 km² grossen Gemeindegebiets umfasst einen Abschnitt im Hinterland von Morges. Den zentralen Teil des Gebietes nimmt die breite Talmulde des Flüsschens Boiron de Morges ein. Westlich dieses Tals wird auf der Höhe Arborex mit 548 m ü. M. der höchste Punkt von Villars-sous-Yens erreicht. Östlich des Dorfes befindet sich das Tälchen der Irence, eines linken Seitenbaches des Boiron. Ganz im Osten reicht der Gemeindeboden auf das Plateau von Denens (bis 505 m ü. M.). Von der Gemeindefläche entfielen 1997 6 % auf Siedlungen, 17 % auf Wald und Gehölze und 77 % auf Landwirtschaft.
Zu Villars-sous-Yens gehören einige Einzelhöfe. Die Nachbargemeinden von Villars-sous-Yens sind im Norden Yens, im Nordosten Denens, im Südosten Lussy-sur-Morges, im Südsüdosten Saint-Prex, im Süden Etoy und im Westen Lavigny.

## Bevölkerung
Mit 609 Einwohnern (Stand 31. Dezember 2023) gehört Villars-sous-Yens zu den kleineren Gemeinden des Kantons Waadt. Von den Bewohnern sind 92,7 % französischsprachig, 3,2 % deutschsprachig und 0,9 % englischsprachig (Stand 2000). Die Bevölkerungszahl von Villars-sous-Yens belief sich 1900 auf 318 Einwohner. Nachdem die Bevölkerung bis 1970 auf 232 Einwohner abgenommen hatte, wurde wieder eine rasche Bevölkerungszunahme mit einer Verdoppelung der Einwohnerzahl innerhalb von 30 Jahren beobachtet.

## Wirtschaft
Villars-sous-Yens war bis in die zweite Hälfte des 20. Jahrhunderts ein vorwiegend durch die Landwirtschaft geprägtes Dorf. Noch heute haben der Ackerbau und der Weinbau eine wichtige Bedeutung in der Erwerbsstruktur der Bevölkerung. Es gibt einige kleinere Weinbaugebiete an den Südhängen des Boirontals. Weitere Arbeitsplätze sind im lokalen Kleingewerbe und im Dienstleistungssektor vorhanden (Holzhandel und Informatik). In den letzten Jahren hat sich das Dorf zu einer Wohngemeinde entwickelt. Viele Erwerbstätige sind deshalb Wegpendler, die vor allem in Morges und in Lausanne arbeiten.

## Verkehr
Die Gemeinde liegt zwar abseits grösserer Durchgangsstrassen, ist aber verkehrstechnisch trotzdem gut erschlossen. Sie liegt an der Kantonsstrasse von Morges nach Yens. Die Autobahnanschlüsse Morges-Ouest und Aubonne an der 1964 eröffneten A1 (Genf-Lausanne) sind jeweils rund 5 km vom Ort entfernt. Durch einen Postautokurs, der von Morges nach Lavigny verkehrt, ist Villars-sous-Yens an das Netz des öffentlichen Verkehrs angeschlossen.

## Geschichte
Das Gemeindegebiet von Villars-sous-Yens war schon sehr früh besiedelt, was der Fund von römischen Münzen belegt. Die erste urkundliche Erwähnung des Ortes erfolgte 1349 unter dem Namen Villar subtus Yens, abgeleitet vom spätlateinischen Wort villare (Weiler). Mit der Eroberung der Waadt durch Bern im Jahr 1536 kam Villars-sous-Yens unter die Verwaltung der Vogtei Morges. Im 18. Jahrhundert war das Dorf im Besitz der Familie Tavel. Nach dem Zusammenbruch des Ancien Régime gehörte Villars-sous-Yens von 1798 bis 1803 während der Helvetik zum Kanton Léman, der anschliessend mit der Inkraftsetzung der Mediationsverfassung im Kanton Waadt aufging. 1798 wurde es dem Bezirk Morges zugeteilt.

## Sehenswürdigkeiten
Die Pfarrkirche von Villars-sous-Yens wurde bereits 1177 erwähnt und unterstand den Chorherren des Grossen Sankt Bernhard. 1796 wurde die Kirche um einen Rechtecksaal erweitert. Im Ortskern sind einige typische Bauernhäuser aus dem 18. und 19. Jahrhundert erhalten.

## Persönlichkeiten
- Blaise Hofmann (* 1978), Schriftsteller